# Filippo Gagliardi
Pour les articles homonymes, voir Gagliardi.
Filippo Gagliardi (Rome, avant 1610 - 1659) est un architecte et un peintre italien baroque du XVIIe siècle qui a été actif principalement à Rome.

## Biographie
Filippo Gagliardi a collaboré avec Filippo Lauri et Andrea Sacchi.
Il a également participé à la rénovation de la basilique San Martino ai Monti (1647-1654),
a contribué à l'illustration des Hespérides (1646) de Giovanni Battista Ferrari et est devenu Principe de l'Accademia di San Luca (1656-1657).

## Œuvres
- Joseph et l'épouse de Potiphar, huile sur panneau de 27,5 cm, New York.
- Intérieur de Basilique avec une statue colossale, huile sur toile de 124,5 cm × 174 cm, Milan.
- Le Forum, Rome.
- L'Arc de Titus, Rome.
- Structure d'une serre (Hespérides de Giovanni Baptista Ferrari)
- Jardin de citronniers (Hespérides de Giovanni Baptista Ferrari)
- Couteau de jardinage (Hespérides de Giovanni Baptista Ferrari)
- Festivités nocturnes de Christine de Suède (1656), (en collaboration avec Filippo Lauri), Palazzo Braschi, Rome

## Crédit d'auteurs
- (en) Cet article est partiellement ou en totalité issu de l’article de Wikipédia en anglais intitulé « Filippo Gagliardi » (voir la liste des auteurs).